# Bōjō Toshiaya

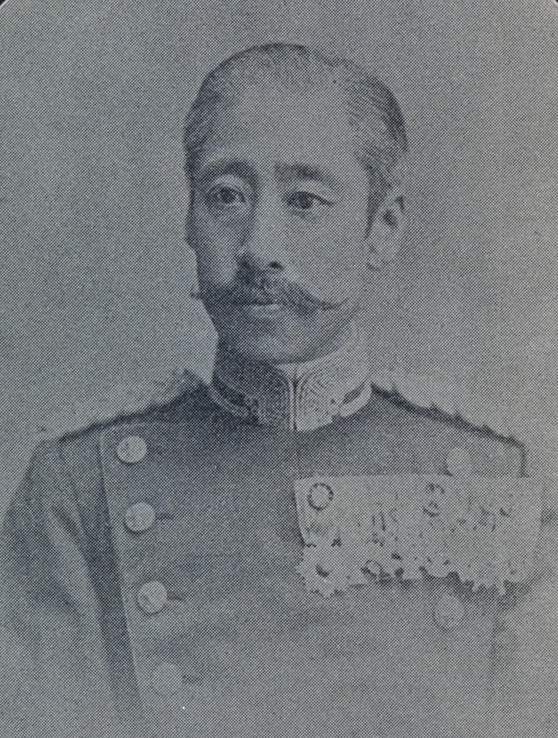
Bōjō Toshiaya

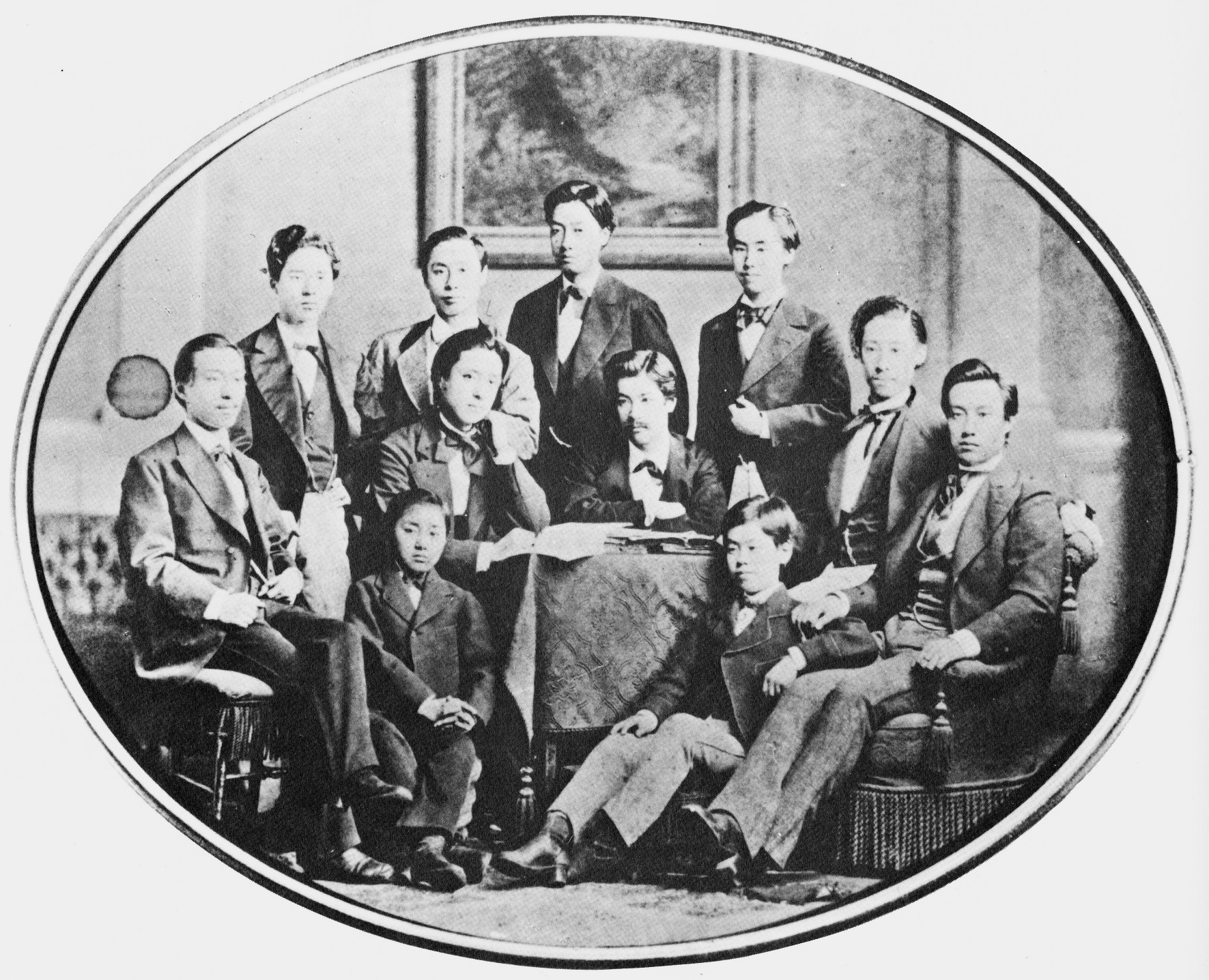
Kitashirakawa (am Tisch sitzend) in Berlin.

Bōjō Toshiaya (japanisch 坊城俊章, gelegentlich auch Bōjō Toshiaki gelesen; geboren 10. März 1847 in Kōka (Provinz Ōmi); gestorben 23. Juni 1906) war ein japanischer Offizier und Politiker der Meiji-Zeit.

## Leben und Wirken
Bōjō Toshiaya stammte aus dem Hofadel und war dem Kaiser persönlich zugeteilt (侍従, Jijū). Er nahm am Genji-Gannen-Krieg, benannt nach Ära Genji (元治) 1864/65, und anschließend am Boshin-Krieg teil, wo er während des Kriegs in alle Provinzen zur Beobachtung geschickt wurde. 1871 nahm er an der Iwakura-Mission teil und bildete sich in Preußen militärisch weiter. Nach seiner Rückkehr 1874 wurde er der erste Gouverneur der Präfektur Yamagata. Als ihm dort eigenmächtige Steuererleichterungen vorgeworfen wurden, erklärte er seinen Rücktritt. Im Japanisch-Chinesischen Krieg leitete er als Major eine Wachtruppe. In späteren Jahren war er Mitglied des Oberhauses des Parlaments.
Bōjō Toshiaya wurde auf dem Friedhof Yanaka bestattet.